# Gregorio Ruiz
Gregorio Donaciano Ruiz Solares (Perote, Veracruz, México; 5 de septiembre de 1844-Ciudad de México, 9 de febrero de 1913), fue un veterano militar mexicano que luchó en la Segunda intervención francesa y participó en laDecena Trágica durante la Revolución mexicana.

## Biografía
Nació en Perote, Veracruz, el 5 de septiembre de 1844, siendo hijo de Gregorio Ruiz y de Dolores Solares. Estudió en el Colegio Militar y para 1864 ya era teniente de auxiliares del Ejército Mexicano. Luchó contra la Intervención Francesa y el Imperio de Maximiliano (1862-1867), participó en las campañas de pacificación de Puebla y Oaxaca en 1876, así como Tepic y Sinaloa (1877 y 1878). El 16 de diciembre de 1911, con más de 35 años de servicio se dio de baja del ejército, pidiendo el 4 de octubre de 1912 permiso para desempeñar el cargo de diputado por Monclova, estado de Coahuila.

## Muerte
Durante la Decena Trágica se asoció con los sublevados lo que le valió ser fusilado en Palacio Nacional el día 9 de febrero. El general y novelista Francisco L. Urquizo relata que fue el mismo Gregorio Ruiz fue quien mandó su propia ejecución. Su muerte se le atribuye principalmente al presidente Francisco I. Madero, sin embargo, no se tienen suficientes pruebas de ello. Otra corriente de historiadores asegura que el culpable fue el mismo General Victoriano Huerta, argumentando que este buscaba silenciar al general Ruiz, ya que se había enterado de su acuerdo con los rebeldes; otros dicen que la orden la dio el gabinete de Madero. Ninguna de las tres anteriores acusaciones tiene pruebas concluyentes.